# Repubblica Popolare di Corea
La Repubblica Popolare di Corea (조선인민공화국?, joseon inmin gonghwagukMR) fu un breve governo provvisorio che venne organizzato con la resa dell'Impero giapponese alla fine della seconda guerra mondiale. Venne proclamata il 12 settembre 1945, quando la Corea stava per essere divisa in due zone di occupazione, con l'Unione Sovietica al nord e gli Stati Uniti al sud. Basata su una rete di comitati popolari, presentò un programma di radicali cambiamenti sociali. A sud, il Governo militare degli Stati Uniti in Corea non riconobbe la Repubblica il 12 dicembre 1945, mentre a nord l'Amministrazione civile sovietica cooperò con i comitati per strutturare la futura Repubblica Popolare Democratica di Corea.

## Storia

### Istituzione
Le autorità coloniali giapponesi richiesero l'istituzione di un governo per garantire la sicurezza dei loro cittadini e proprietà dopo la fine dell'occupazione. Con la leadership di Yo Un-hyung, il nuovo Comitato per la preparazione dell'indipendenza coreana organizzò i comitati popolari in tutto il Paese per coordinare la transizione verso l'indipendenza. Il 28 agosto del 1945, il Comitato annunciò che avrebbe funzionato come un governo nazionale temporaneo della Corea. Il 12 settembre, gli attivisti del Comitato si incontrarono a Seul e istituirono la Repubblica Popolare di Corea.

### Programma
Il Programma della Repubblica fu presentato il 14 settembre e comprendeva ventisette punti, tra cui: "la confisca senza indennizzo delle terre possedute dai giapponesi e dai loro collaboratori; libera distribuzione di tali terre ai contadini; limiti d'affitto sulle terre non redistribuite; nazionalizzazione delle grandi industrie come quelle minerarie, dei trasporti, bancarie e delle comunicazioni; supervisione statale di piccole e medie compagnie; [...] garantiti i diritti umani basilari e le libertà, incluse quelle di espressione, stampa, assemblea e fede religiosa; suffragio universale degli adulti di età superiore ai 18 anni; uguaglianza per le donne; riforme sulle leggi del lavoro, inclusa la giornata lavorativa di otto ore, un salario minimo, e la proibizione del lavoro minorile; e "l'istituzione di strette relazioni con gli Stati Uniti, l'URSS, l'Inghilterra [sic], e la Cina, e opposizione positiva ad ogni influenza straniera con gli affari interni dello stato."

### Sviluppo a nord
Quando le truppe sovietiche entrarono a Pyongyang il 24 agosto del 1945, vi trovarono un Comitato popolare locale guidato dal nazionalista cristiano Cho Man-sik. A differenza degli statunitensi, le autorità sovietiche riconobbero i comitati popolari e lavorarono con loro e secondo alcune testimonianze, Cho Man-sik fu la prima scelta del governo sovietico per la guida della Corea del Nord.
A dicembre del 1945, durante la Conferenza di Mosca, l'URSS accettò una proposta statunitense per un'amministrazione fiduciaria della Corea per cinque anni nel percorso verso l'indipendenza. Molti coreani chiesero l'indipendenza subito ma i comunisti supportarono la proposta sotto la pressione del governo sovietico. Cho Man-sik si oppose in un incontro pubblico del 4 gennaio 1946 e venne condannato agli arresti domiciliari, sparendo così dalla scena pubblica. L'8 febbraio 1946, i comitati popolari furono riorganizzati in Comitati popolari ad interim dominati dai comunisti. Il nuovo regime istituì politiche popolari e la redistribuzione della terra, la nazionalizzazione dell'industria, emanò una riforma del lavoro e garantì l'uguaglianza per le donne. Intanto, i gruppi e i partiti comunisti esistenti furono ricostituiti nel Partito del Lavoro di Corea sotto la guida di Kim Il-sung.
Dopo il fallimento delle negoziazioni per l'unificazione, il 9 settembre del 1948 venne proclamata la Repubblica Popolare Democratica di Corea con Kim Il-sung come presidente.

### Sviluppo a Sud
Dopo l'arrivo degli statunitensi nel settembre del 1945, lo USAMGIK prese il controllo della penisola al di sotto del 38º parallelo. Il governatore militare e tenente generale John R. Hodge si rifiutò di riconoscere la Repubblica Popolare di Corea e i suoi comitati popolari, e lo bandì il 12 dicembre del 1945. In seguito affermò che "Una delle nostre missioni era di far cadere questo governo comunista". Il 19 luglio del 1947, Yo Un-hyung venne assassinato da un coreano di destra.
Alcune unità locali della Repubblica Popolare rimasero attive nella regione di Jeolla e in particolare nell'Isola di Jeju, dove la loro presenza, assieme alle bande di giovani comunisti, contribuirono ad alimentare le tensioni che degenerarono negli eventi noti come il massacro di Jeju, avvenuto in due fasi nel 1948 e nel 1949.

### Sviluppi a livello nazionale
Agli inizi di novembre nacque il Consiglio nazionale dei sindacati dei lavoratori coreani, che appoggiò la RPC e il suo programma, mentre a dicembre furono create la Lega nazionale dei sindacati contadini, la Lega della Gioventù democratica coreana e la Lega delle donne, tutte organizzazioni a favore della RPC.